# Herrera en la Onda
Herrera en la onda va ser un programa de ràdio matutí presentat i dirigit per Carlos Herrera que va transmetre l'emissora espanyola Onda Cero. Estava dedicat a l'actualitat, el debat polític i l'humor. En 2015, Carlos Herrera va passar a conduir el programa Herrera en COPE, amb un format similar.
Al principi Herrera y punto començava a les 4 de la tarda fins a les 8. Amb la sortida de Luis del Olmo d'Onda Cero, Carlos Herrera va passar a dirigir el magazín matinal des de les sis del matí, canviant la seva denominació a Herrera en la Onda des del 6 de setembre de 2004.
El programa va acabar el 27 de març de 2015, uns mesos abans d'acabar contracte, per a donar pas al programa Más de uno, presentat per Carlos Alsina i Juan Ramón Lucas.

## Estructura del programa
Aquest programa començava les 6 del matí i acabava a les 12.30. S'estructurava de la següent manera:
- De 6.00 a 8.20, resumeixen l'actualitat, entrevistes i un resum de premsa, acompanyat tot això per l'opinió de Carlos Herrera. A les 7.20, desconnexió d'informació regional.
- De 8.20 a 8.30, desconnexió d'informació local i regional.
- De 8.30 a 10.00, tertúlia política i d'actualitat, en la qual entri 3 i 5 tertulians, a més de Carlos Herrera, conversen i debaten.
- Les 10.00 és la hora de los fósforos, en la qual sobre un tema, habitualment còmic o divertit, els oïdors truquen per telèfon i compten les seves experiències. Els divendres es dedica a la gastronomia.
- D'11.00 a 11.30 aproximadament, intervé Josemi Rodríguez-Sieiro, que en to d'humor comenta les seves festes, noces i altres trobades socials, a més d'atendre preguntes sobre modals, comportament i relacions socials.
- Fins a les 12.00, depenent del dia, acudeixen altres col·laboradors per a parlar de cinema (Rafael Fernández Martín), teatre (Juanjo Cardenal), literatura (Agapito Maestre), crònica rosa (Enrique de Miguel), rock (J.F. León), etc. Carlos Latre conversa amb altres col·laboradors amb les seves imitacions.
- L'última mitja hora inclou més humor i, entre altres coses, la lectura dels correus electrònics i els missatges del contestador del programa.

## Equip i col·laboradors
Entre altres destaquen:
- Carlos Herrera, director del programa
- José Antonio Naranjo
- Lorenzo Díaz (El mítico Llorens), sociòleg i col·laborador d'Herrera de 10:00 a 12:30.
- Begoña Gómez de la Fuente, substituta de Carlos Herrera.
- Marisol Parada, coordinadora de producció.
- Josemi Rodríguez-Sieiro.
- Enrique de Miguel.
- Beatriz Ramos Puente, encarregada del contacte amb els oïdors.
- Rosa Ana Güiza, encarregada del contestador.
- Jesús Melgar, conductor de la secció "La Webería".
- Justino Sinova.
- J.F. León.
- Carlos Latre.

Contertulis:
- Ignacio Camacho.
- Pilar Cernuda.
- Carmen Gurruchaga.
- Antxón Urrosolo.
- José Antonio Gómez Marín
- José María Fidalgo.
- Joaquín Leguina.
- José María Calleja.
- José Antonio Vera.
- Fernando Ónega.
- José Oneto.
- Casimiro García-Abadillo.
- Antonio Casado.
- José Luis Alvite.
- Nicolás Redondo Terreros.
- Arcadi Espada.
- Anabel Díez.
- Carlos Rodríguez Braun, també realitza el resum de la premsa econòmica.
- Miguel Ángel Rodríguez.
- Iñaki Ezquerra.
- Enric Juliana.
- Albert Montagut.
- Paco Reyero.
- Justino Sinova.
- Raúl del Pozo.
- Francisco Rosell.
- Javier Caraballo.
- Amando de Miguel.
- Pepe Barroso.
- Antonio García Barbeito.
- Rafael Fernández Martín, també columnista.

### Col·laboradors anteriors
- Carmen Martínez Castro.
- Amparo Rubiales.
- Fernando Jáuregui.
- Gustavo de Arístegui.
- Marivi Fernández-Palacios.
- Matías Antolín, defensor de l'oïdor.
- Hermann Tertsch, contertuli (2007-2008).
- Juan Pedro Valentín, contertuli (2007-2008).
- Alfredo Urdaci, contertuli (2007-2009).
- Ángela Vallvey.
- Fernando González Urbaneja.
- Román Cendoya.

## Realitzadors tècnics
- José Ángel Belda, des de Madrid.
- Eduardo Ruiz Milla, des de Sevilla, ubicació des d'on normalment es realitza el programa i on manté la seva residència Carlos Herrera.

## Elsfósforos
De 10 a 11, està l'anomenada hora de los fósforos, n segons el tema exposat, els oïdors divulguen les seves gestes divertides o bé sobre un fet sobtat que va ocórrer aquest dia (encara que sempre solen ser gracioses).
Tots els divendres de 4 a 6 de la matinada, s'emet el programa La fosforera, amb Rocío Santos, en el qual es repassen totes les trucades de la setmana.
El vocable fòsfor, és degut a una equivocació d'una oïdora, que en comptes de dir "Carlos, jo sóc una aficionada seva...", va dir "Carlos, jo sóc una fósfora seva..."

## Audiències
L'espai va iniciar la seva marxa amb una audiència d'1.246.000 oïdors, per darrere d' Hoy por hoy, de la Cadena SER, amb Iñaki Gabilondo i La mañana de la COPE, amb Federico Jiménez Losantos.
En 2007 s'alça amb la segona posició, desplaçant a la COPE. Posició que conservaria fins a la fi de les emissions.
En l'última onada de l'Estudi General de Mitjans que es va publicar, la corresponent a 2014, el programa es va situar segon en les preferències dels oïdors de la seva franja horària, amb 2.001.000 oïdors, només per darrere de Hoy por hoy.